# Abby Quinn
Abby Quinn (Bloomfield, 14 aprile 1996) è un'attrice statunitense.

## Biografia
Quinn è nata il 14 aprile 1996 a Bloomfield, nel Michigan. Ha iniziato a laurearsi alla Università Carnegie Mellon di Pittsburgh, prima di abbandonare gli studi per trasferirsi a Los Angeles per intraprendere la carriera di attrice.

## Filmografia

### Cinema
- The Sisterhood of Night, regia di Caryn Waechter (2014)
- The Journey Is the Destination, regia di Bronwen Hughes (2016)
- Landline, regia di Gillian Robespierre (2017)
- La riscossa delle nerd (Good Girls Get High), regia di Laura Terruso (2018)
- Radium Girls, regia di Lydia Dean Pilcher e Ginny Mohler (2018)
- Dopo il matrimonio (After the Wedding), regia di Bart Freundlich (2019)
- Piccole donne (Little Women), regia di Greta Gerwig (2019)
- Shithouse, regia di Cooper Raiff (2020)
- Sto pensando di finirla qui (I'm Thinking of Ending Things), regia di Charlie Kaufman (2020)
- Cuori strappati (Torn Hearts), regia di Brea Grant (2022)
- Bussano alla porta (Knock at the Cabin), regia di M. Night Shyamalan (2023)
- Hell of a Summer, regia di Finn Wolfhard e Billy Bryk (2023)

### Televisione
- Law & Order - Unità vittime speciali (Law & Order: Special Victims Unit) – serie TV, episodio 14x07 (2012)
- Black Mirror – serie TV, episodio 4x02 (2017)
- Better Call Saul – serie TV, episodio 4x10 (2018)
- Innamorati pazzi (Mad About You) – serie TV, 12 episodi (2019)
- Splity & Gipson – serie TV, episodio 1x01 (2023)